# Derjakî, Bilohirea
Derjakî (în ucraineană Держаки) este un sat în comuna Kureankî din raionul Bilohirea, regiunea Hmelnîțkîi, Ucraina.

## Demografie
Componența lingvistică a localității Derjakî
     Ucraineană (100%)
Conform recensământului din 2001, toată populația localității Derjakî era vorbitoare de ucraineană (100%).